# Flugplatz Reichelsheim

i7
i11
i13
Der Flugplatz Reichelsheim (ICAO-Code: EDFB) ist ein deutscher Verkehrslandeplatz in der hessischen Wetterau, etwa 30 Autominuten nördlich von Frankfurt am Main.

## Flugbetrieb
Er ist als Verkehrslandeplatz klassifiziert und für Flugzeuge und Hubschrauber bis 8000 kg (max. Startmasse), Motorsegler, Ultraleichtflugzeuge, Luftschiffe und Heißluftballone zugelassen. Die 1300 m lange Asphaltbahn ist für Nachtflugbetrieb ausgelegt und mit einer Präzisions-Gleitwegbefeuerung (PAPI) ausgestattet.
Reichelsheim entlastet und ergänzt als nördliche Ausweichmöglichkeit den Flughafen Frankfurt im Segment des Verkehrs der Allgemeinen Luftfahrt. Der Flugplatz ist ganzjährig geöffnet und ist Zollflugplatz.
Betreiber ist die Flugplatz Reichelsheim-Wetterau GmbH & Co. KG.
Der Flugplatz beheimatet luftfahrttechnische Betriebe, Flugschulen, Luftfahrtunternehmen und einen Luftsportverein.
Reichelsheim ist die Basis des Intensivtransporthubschraubers Christoph Mittelhessen der Johanniter-Unfall-Hilfe e. V. Am Flugplatz befindet sich das Luftrettungszentrum Hessen. Über Reichelsheim werden europaweit Transplant- und Ambulanzflüge im Auftrag der Deutschen Stiftung Organtransplantation durchgeführt.

## Lage und Verkehrsanbindung
Der Flugplatz liegt im mittelhessischen Wetteraukreis zwischen Reichelsheim und Florstadt. Den Flugplatz erreicht man über die A 5 Anschlussstelle Friedberg oder die A 45 Autobahnanschlussstelle Florstadt oder Wölfersheim.
Über den Bahnhof in Friedberg besteht Anschluss zur S-Bahn Rhein-Main nach Frankfurt am Main.
Fernzüge in Richtung Gießen, Kassel, Hamburg, Heidelberg und Karlsruhe halten dort ebenfalls.
Die am Flugplatz vorbeiführende Kreisstraße 178 wurde 2007 saniert und ausgebaut und erhielt einen kombinierten Fuß- und Fahrradweg.

## Ausbau der Start- und Landebahn

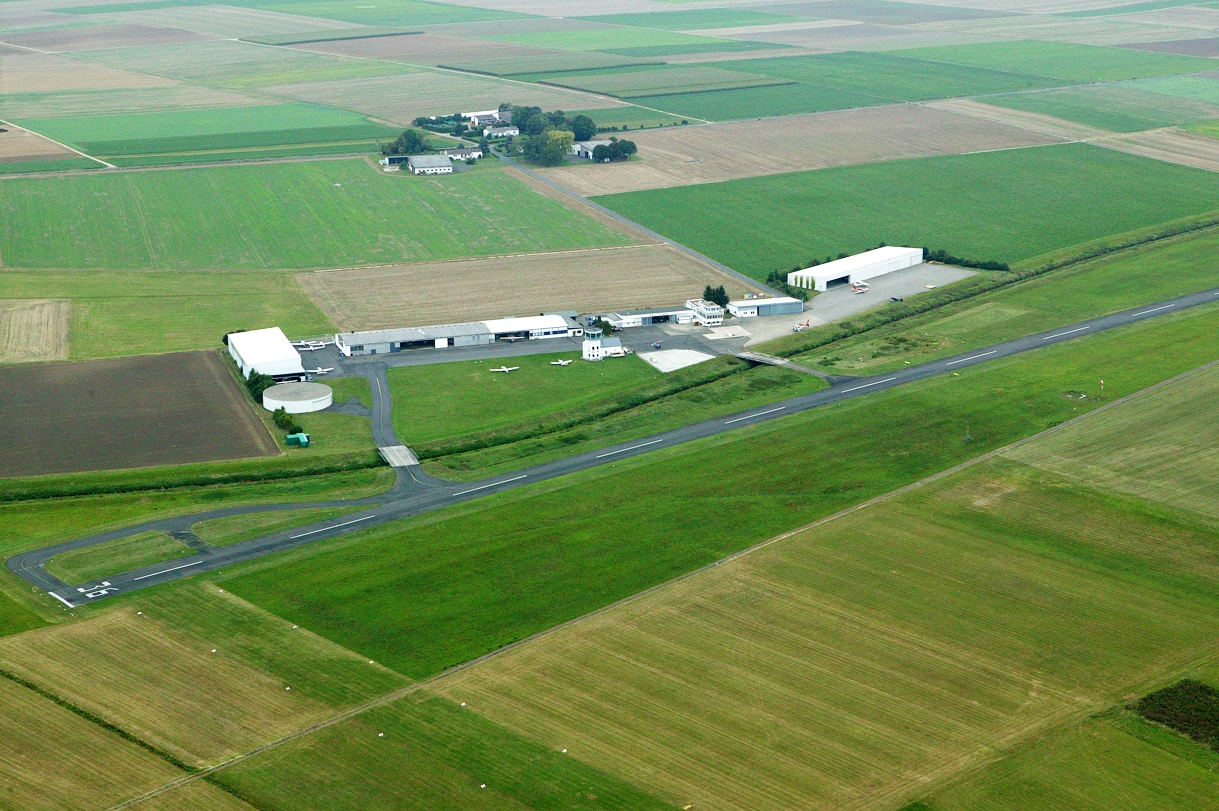
Die alte Start- und Landebahn mit den zwei Brücken

Ursprünglich standen zwei Landebahnen zur Verfügung: Eine 775 m lange Asphaltbahn in Nord-Süd-Ausrichtung und eine 400 m lange Grasbahn in Ost-West-Ausrichtung. Im Norden bekam die Asphaltbahn im Dezember 2004 einen Sicherheitszuschlag von 375 m (Schotterstrecke), um den EU-Vorschriften gerecht zu werden. Im Frühjahr/Sommer 2007 wurde 55 m östlich der alten Landebahn eine neue Start- und Landebahn mit einer Länge von 1300 m und einer Breite von 23 Metern gebaut. Diese ist seit Juli 2007 in Betrieb. Die alte Start- und Landebahn wurde zum Rollweg zurückgebaut und verlängert. Die vorhandene Grasbahn wurde im Zuge des Ausbaus auf eine Länge von 250 m verkürzt.
Eine Besonderheit des Flugplatzes sind die zwei Brücken über das Flüsschen Horloff, die das Vorfeld mit dem Start-/Landebahnsystem verbinden.

## Zwischenfälle
- Am Pfingstsonntag, dem 12. Juni 2011 verunglückte hier ein Luftschiff des Typs American Blimp Corporation A-60. Bei dem Unglück starb der Luftschiffführer; die drei Passagiere konnten sich durch einen Sprung retten.
- Am 8. Dezember 2012 kollidierten zwei Kleinflugzeuge, von denen sich eines im Anflug auf den Flugplatz befand. Alle acht Insassen starben (siehe Flugzeugkollision bei Wölfersheim).

### Zur Geschichte des Flugplatzes
- Flugplatz Reichelsheim im Stadtwiki